# 東近江市立能登川東小学校
東近江市立能登川東小学校（ひがしおうみしりつ のとがわひがししょうがっこう）は、滋賀県東近江市小川町にある小学校。

## 沿革
- 1873年 - 躰光寺と小川を学区とし拡知学校創立。垣見と今を学区とし今垣学校創立。
- 1875年 - 乙女浜を学区とし馨徳学校創立。神郷と長勝寺を学区とし如意学校創立。種を学区とし進開学校創立。阿弥陀堂と川南を学区とし栄昇学校創立。
- 1876年 - 新宮を学区とし英達学校創立
- 1881年10月23日 - 拡知学校と今垣学校が合併し晩成学校となる。
- 1881年 - 如意学校が進開学校に合併
- 1886年 - 晩成学校が尋常科小川小学校、栄昇学校が簡易科阿弥陀堂小学校、馨徳学校が簡易科乙女浜小学校、進開学校が簡易科種村小学校に改称
- 1887年 - 英達学校が簡易科新宮小学校に改称。尋常科小川小学校が小川尋常小学校に改称
- 1890年 - 小川尋常小学校と簡易科阿弥陀堂小学校が合併し阿弥陀堂小学校が川南分教場となる
- 1892年 - 簡易科乙女浜小学校が乙女浜尋常小学校、簡易科新宮小学校が新宮尋常小学校に改称
- 1893年 - 八幡高等小学校設置
- 1907年 - 尋常科種村小学校が八幡東尋常高等小学校と改称
- 1908年 - 乙女浜尋常小学校と新宮尋常小学校が合併し栗見荘尋常小学校となり、新宮尋常小学校を分校とする。
- 1916年 - 八幡高等小学校廃止に伴い、小川尋常小学校が八幡尋常高等小学校に改称。
- 1920年 - 栗見荘尋常小学校を栗見荘尋常高等小学校に改称。八幡東尋常小学校を八幡東尋常高等小学校に改称。
- 1927年 - 栗見荘尋常高等小学校、八幡東尋常高等小学校を八幡尋常高等小学校に合併。栗見荘尋常高等小学校を乙女浜分教場に改称
- 1941年 - 八幡国民学校に改称。種分教場設置
- 1942年 - 能登川東国民学校に改称。種分教場を東分校、乙女浜分教場を西分校に改称
- 1947年 - 能登川町立能登川東小学校に改称
- 1976年 - 東分校廃止
- 1977年 - 西分校廃止
- 2006年 - 東近江市立能登川東小学校に改称

## 主な進学先
- 東近江市立能登川中学校

## 周辺施設
- すみれ児童館